# Бои при Кьеврене (1792)
Бои при Кьеврене (фр. Quiévrain) — одни из первых боёв начавшихся войн эпохи великой французской революции, произошедшие 29-30 апреля 1792 года в окрестностях города Монса между французскими войсками под командованием генерал-лейтенанта Бирона и австрийскими силами фельдмаршал-лейтенанта Больё. После неудачного наступления на Монс деморализованный корпус Бирона был вынужден отступить на исходные позиции на территорию Франции.

## Предыстория
После объявления войны 20 апреля 1792 года план наступления французской армии на северной границе заключался в том, чтобы вторгнуться в Австрийские Нидерланды четырьмя колоннами и, овладев Намюром, Монсом, Турне и Фюрном, дальше наступать по обстоятельствам: к Брюсселю или Льежу. Первая колонна Лафайета — 25 тысяч — наступала из Живе на Намюр, вторая колонна Диллиона — 3 тысячи — двигалась из Турне на Лилль, третья колонна Бирона — 10 тысяч — наступала от Валансьена на Монс, четвёртая колонна Карлеса двигалась из Дюнкерка на Фюрн. Географическое положение Бельгии давало возможность овладеть ею почти без затруднений; старые крепости на французской границе были разоружены по распоряжению императора Иосифа; бельгийцы ждали прихода французских революционеров и готовились их поддержать.

## Ход боёв
28 апреля 1792 года военный министр Дюмурье послал генерал-лейтенанту Бирону приказ атаковать город Монс и с помощью восставших против императора бельгийцев захватить это место. На следующее утро Бирон выступил из своего лагеря во главе десяти пехотных батальонов и десяти эскадронов и беспрепятственно захватил лежащую на границе деревню Кьеврен, в которой оставил группу национальных гвардейцев, а сам с остальными войсками направился к Монсу в трёх колоннах.
На окраине деревни Буссю французский гусарский авангард был обстрелян и атакован австрийскими уланами и тирольскими егерями. Бирон разогнал уланов несколькими пушечными выстрелами и продолжил марш. Далее, перед Орну, авангард вступил в бой ещё с одним отрядом австрийцев, поддерживаемым группой егерей, которые также были отбиты пушечными выстрелами. Чуть позже Бирон отбросил вражеские аванпосты в Сен-Гилене, а затем двинулся на Кареньон. Фельдмаршал-лейтенант Больё с 2000 пехотинцами и 1500 кавалеристами укрылся на высотах Жемаппа и Кюема, чтобы прикрыть Монс, а его егеря заняли позицию за оврагом у Кареньона.
Бирон подошёл к Монсу, но никакого восстания в поддержку французов в городе не вспыхнуло. Основные силы австрийской кавалерии и пехоты выстроились в линию перед его стенами, их фронт был усилен десятью орудиями. Бирон, сочтя эту позицию неприступной и зная об усталости своих войск, отложил атаку и начал активную, но мало эффективную канонаду против позиций противника.
Около 5 часов вечера австрийская кавалерия атаковала аванпост на его правом фланге в деревне Вам, охраняемый четырьмя ротами гренадер и пикетом кавалерии. Силами пехотного полка австрийцы были отбиты. Другие французские аванпосты постоянно обстреливались тирольскими егерями.
Вечером Бирон получил информацию от маршала Рошамбо о поражении французского корпуса, посланного к Турне, и стал готовиться к отходу. В это время, около десяти часов вечера, несколько драгунских полков покинули линию фронта и бросились бежать с криками: «Нас предали». С трудом Бирону удалось их остановить и вернуть в строй между Буссю и Орну. Паника передалась другими частям, которые также стали покидать позиции.
30 апреля, на рассвете, Бирон начал отступление главными силами, и французы без потерь отошли до Кьеврена. Бирон был обязан этим безопасным отступлением только благоприятной местности, поскольку кавалерия противника не могла быстро его преследовать. Бирон оставил Кьеврен и повёл армию в свой старый лагерь возле Кьеврешена. В это время батальон национальной гвардии, который охранял Кьеврен, был атакован отрядом австрийских улан, тем самым посеявшим панику среди остальных войск. Подошедшая к тому времени австрийская пехота превратила эту панику в повальное бегство в Валансьен, в ходе которого многие французы были убиты или пленены. Французский лагерь между Креспеном и Кьеврешеном и его имущество попали в руки преследователей. К счастью для французов, Рошамбо прибыл из Валансьена с тремя полками и расположил восемь пушек на высотах у Сен-Сольв, которые остановили австрийцев.

## Результаты
Французы в этих боях потеряли 250 убитыми, 100 пленными, 5 орудий и 7 зарядных ящиков. Наступление других колонн также закончилось неудачей и возвращением на территорию Франции.